# Marie-France Hirigoyen
Marie-France Hirigoyen, född 1949, är en fransk psykiater, psykoanalytiker och författare.